# FK Mladost Lučani

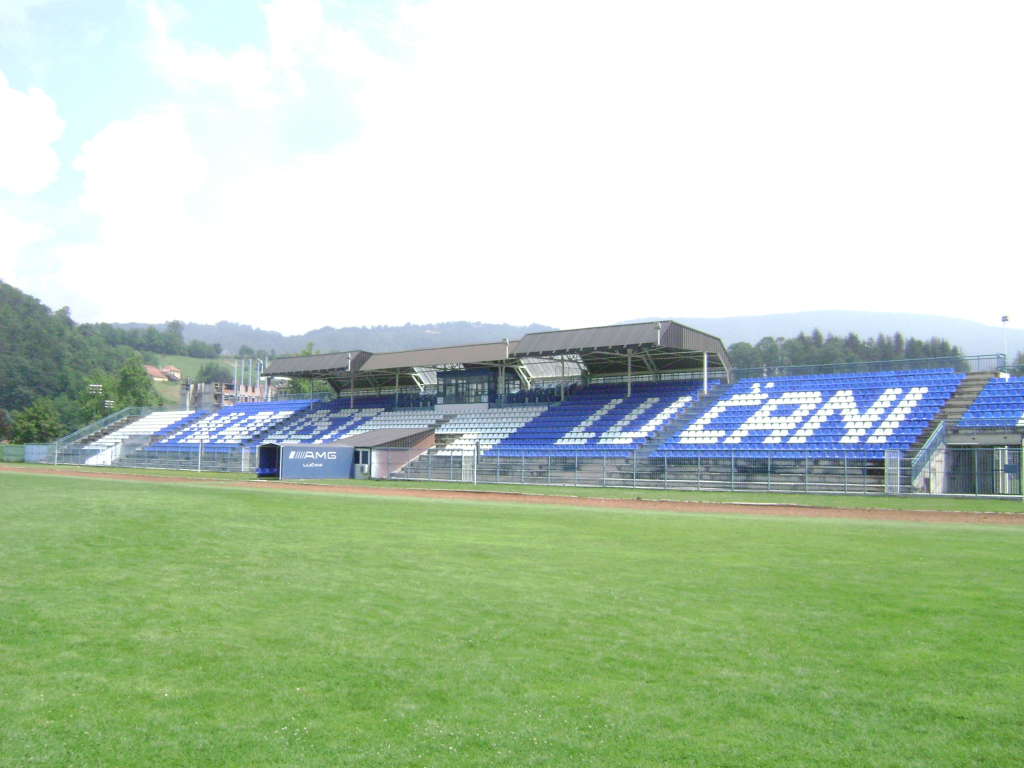
Stadion

FK Mladost Lučani (Servisch: ФК Младост Лучани) is een Servische voetbalclub uit Lučani.
De club werd opgericht in 1952. De club promoveerde in 1996 naar de hoogste klasse van het toenmalige Joegoslavië en degradeerde daar na twee seizoenen. Mladost keert terug voor seizoen 2001/02 maar kon ook toen degradatie niet vermijden. Nadat Servië en Montenegro elk hun eigen weg gingen in 2006 kwam er een nieuwe competitie met enkel Servische clubs. Mladost was inmiddels weggezakt naar de derde klasse en promoveerde daar waardoor het zich voor de tweede klasse plaatste. Daar werd de club kampioen en promoveerde zo naar de hoogste klasse. Na één seizoen moest de club echter een stap terugzetten. In 2014 keerde de club weer terug op het hoogste niveau. In 2018 verloor Mladost Lučani de finale om de Servische voetbalbeker van FK Partizan.
Over de jaren heen heeft de club een rivaliteit ontwikkeld met Borac Čačak.

## In Europa
#Q = #kwalificatieronde, T/U = Thuis/Uit, W = Wedstrijd, PUC = punten UEFA coëfficiënten .
Uitslagen vanuit gezichtspunt FK Mladost Lučani
| Seizoen | Competitie    | Ronde | Land                  | Club           | Totaalscore | 1e W    | 2e W    | PUC |
| ------- | ------------- | ----- | --------------------- | -------------- | ----------- | ------- | ------- | --- |
| 2017/18 | Europa League | 1Q    | Vlag van Azerbeidzjan | FK Inter Bakoe | 0-5         | 0-3 (T) | 0-2 (U) | 0.0 |

Totaal aantal punten voor UEFA coëfficiënten: 0.0
Zie ook
- Deelnemers UEFA-toernooien Servië
- Ranglijst van alle clubs die in de diverse Europa Cups zijn uitgekomen

Čukarički · 
FK IMT ·
Jedinstvo ·
Mladost Lučani · 
Napredak · 
Novi Pazar ·
OFK Beograd ·
Partizan · 
Radnički 1923 ·
Radnički Niš · 
Rode Ster · 
Spartak · 
Tekstilac ·
TSC · 
Vojvodina · 
Železničar